# Parhexapodibius
Genre
Parhexapodibius est un genre de tardigrades de la famille des Hexapodibiidae.

## Liste des espèces
Selon Degma, Bertolani et Guidetti, 2016 :
- Parhexapodibius bactrianus Biserov, 1999
- Parhexapodibius castrii (Ramazzotti, 1964)
- Parhexapodibius lagrecai (Binda & Pilato, 1969)
- Parhexapodibius pilatoi (Bernard, 1977)
- Parhexapodibius ramazzottii Manicardi & Bertolani, 1987

## Taxinomie
Ce genre a été déplacé des Calohypsibiidae aux Isohypsibiidae par Bertolani, Guidetti, Marchioro, Altiero, Rebecchi et Cesari en 2014 puis aux Hexapodibiidae par Cesari, Vecchi, Palmer, Bertolani, Pilato, Rebecchi et Guidetti  en 2016.

## Publication originale
- Pilato, 1969 : Schema per una nuova sistemazione delle famiglie e dei genri degli Eutardigrada. Bollettino delle sedute dell’Accademia Gioenia di Scienze Naturali, Catania, vol. 10, p. 181-193.